# Изгубљени краљ
Изгубљени краљ (енгл. Outlaw King) је акциони филм из 2018. године о Роберту Брусу, шкотском краљу из 14. века који је покренуо герилски рат против знатно веће војске Енглеске. Радња филма се углавном одвија током трогодишњег периода од 1304, када Роберт одлучује да се побуни против владавине Едварда  над Шкотском, до битке 1307. године. Ансамблску поделу улога предводи Крис Пајн, док остале улоге глуме: Арон Тејлор Џонсон, Флоренс Пју, Били Хаул, Сем Спруел, Тони Каран, Калан Малвеј, Џејмс Козмо и Стивен Дилејн.
Премијерно је приказан 6. септембра 2018. године на Филмском фестивалу у Торонту, док га је Netflix приказао 9. новембра. Добио је помешане рецензије критичара, уз похвале за продукцију, сценографију, глумачку поставу и кореографију, али критике због историјских нетачности и клишеа.

## Радња
Истинита прича о Роберту Брусу који је током енглеске окупације Шкотске од стране краља Едварда  од пораженог племића постао херој-одметник. Упркос великој животној опасности, Роберт је прихватио шкотску круну, окупио војску и кренуо у борбу против много надмоћније војске Едварда I и његовог сина.

## Улоге
| Глумац             | Улога               |
| ------------------ | ------------------- |
| Крис Пајн          | Роберт Брус         |
| Арон Тејлор Џонсон | Џејмс Даглас        |
| Флоренс Пју        | Елизабет де Бург    |
| Били Хаул          | Едвард              |
| Тони Каран         | Ангус Ог            |
| Лорн Макфадјен     | Нил Брус            |
| Алистер Макензи    | лорд Атхол          |
| Џејмс Козмо        | Роберт де Брус      |
| Калан Малвеј       | Џон Комин           |
| Стивен Макмилан    | Дру Форфар          |
| Пол Блер           | епископ Ламбертон   |
| Стивен Дилејн      | Едвард              |
| Дуги Ранкин        | краљев чувар        |
| Стивен Кри         | Кристофер Сетон     |
| Ким Алан           | Изабела Макдаф      |
| Сем Спруел         | Ејмер де Валанс     |
| Ребека Робин       | Маргарета Француска |
| Џек Гринлес        | Александер Брус     |
| Џејми Маклаклан    | Роџер де Мобри      |
| Бени Јанг          | Сајмон Фрејзер      |
| Клајв Расел        | лорд Макинон        |
| Џози О’Брајен      | Марџори Брус        |
| Мет Стокоу         | Џон Сегрејв         |
| Там Дин Берн       | Џон Аргајл          |